# 화살표글

화살표글의 기본 형식

화살표글은 인터넷 커뮤니티 게시글 제목 앞에 화살표을 넣어 화살표 방향에 있는 글을 저격하는 놀이이다. 디시인사이드에서 주로 쓰인다. 보통은 ↑나 ↓를 사용하지만, 가끔 ↕︎와 같은 변형도 나오며, 입력하기 힘든 화살표 특수문자 대신 간단히 ㄴ을 쓰기도 한다.

## 예시
ㄴ윗글 쓴 놈 책에 손 베임ㅋ

간단하게 사용하는 방법.

김유식이 어쩌고저쩌고...

ㄴ윗글 언급된 사람 사망

고인드립으로도 활용된다.

ㄱ반사

ㄴ윗글 고자

언급한 윗글이 아랫글을 반사한다면 윗글에게 보낸 효과는 아랫글을 쓴 사람에게 돌아간다. 즉, 이 예시에서는 'ㄴ윗글 고자'라고 쓴 사람이 고자가 되는 것이다.

(유동닉이 쓴 글)

ㄴ아이피 뒷자리 주식 순위

아이피를 이용하기도 한다.